# Pagar Ayu
Pagar Ayu is een bestuurslaag in het regentschap Musi Rawas van de provincie Zuid-Sumatra, Indonesië. Pagar Ayu telt 2057 inwoners (volkstelling 2010).